# Jean-Marie Bailly
Pour les articles homonymes, voir Bailly.
Jean-Marie Bailly, né le 31 mai 1922 à Saint-Germain-le-Châtelet (Territoire de Belfort) et mort le 21 avril 1984 à Paris, est un homme politique français.

## Biographie
Fonctionnaire de la direction générale des douanes et des droits indirects, Jean-Marie Bailly est chargé de mission à la Présidence de la République de 1959 à 1961. Il est élu député du Territoire de Belfort lors des élections législatives de novembre 1962, puis réélu en 1967 et 1968. Il siège au groupe UNR/UDR.
Il est secrétaire d'État au Commerce du gouvernement Jacques Chaban-Delmas du 20 juin 1969 au 5 juillet 1972, sous l'autorité du ministre des Finances Valéry Giscard d'Estaing.
Le 26 septembre 1971, il est élu sénateur du Territoire de Belfort, mais renonce à son mandat pour conserver son poste au gouvernement.
Il est également conseiller général du canton de Delle de 1962 à 1967, puis de celui de Belfort-Est de 1967 à 1979. Il préside le Conseil général de 1970 à 1976. En mars 1971, il est élu maire de Belfort, fonction dont il démissionne en décembre 1974, après avoir été nommé président des Houillères du Centre et du Midi.